# Canonizzazioni celebrate da Leone XIV

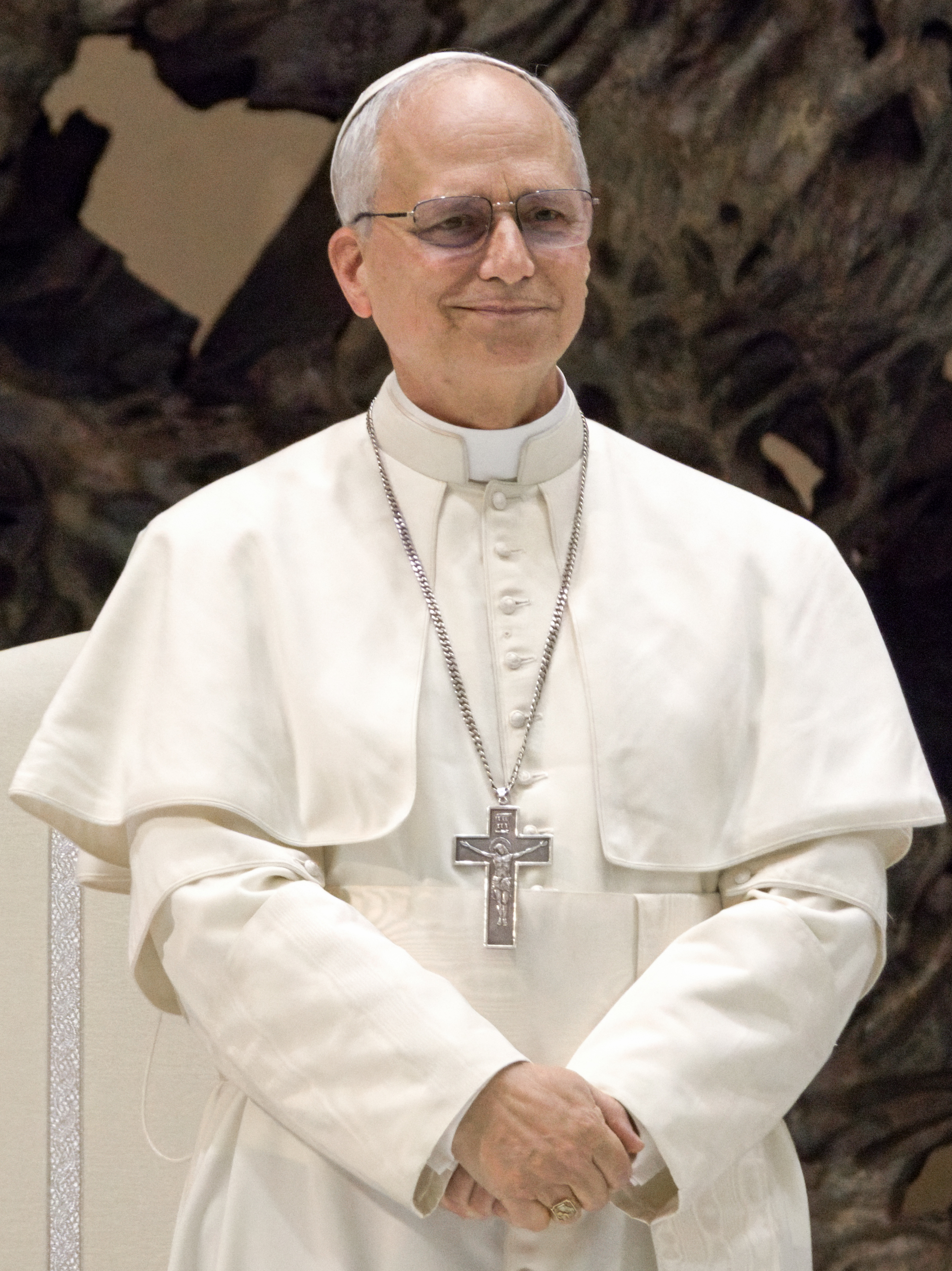
Papa Leone XIV nel maggio 2025

Lista delle canonizzazioni celebrate da Leone XIV.

## Prossime canonizzazioni

### Cerimonia del 7 settembre 2025
- Pier Giorgio Frassati, laico dell'arcidiocesi di Torino, terziario secolare domenicano
- Carlo Acutis, laico dell'arcidiocesi di Milano

### Cerimonia del 19 ottobre 2025
- Ignazio Maloyan, membro dell'Istituto del clero patriarcale di Bzommar, arcivescovo-eparca di Mardin degli Armeni, martire
- Peter To Rot, laico coniugato dell'arcidiocesi di Rabaul, martire
- Vincenza Maria Poloni, fondatrice della congregazione delle Sorelle della misericordia
- Carmen Rendiles Martínez, fondatrice della congregazione delle Serve di Gesù
- Maria Troncatti, religiosa professa della congregazione delle Figlie di Maria Ausiliatrice
- José Gregorio Hernández, laico dell'arcidiocesi di Caracas
- Bartolo Longo, laico della prelatura territoriale di Pompei, terziario secolare domenicano, fondatore delle Suore domenicane figlie del Santo Rosario